# Coulterella hirotaorum
Coulterella hirotaorum är en plattmaskart som beskrevs av Timoshkin OA 200. Coulterella hirotaorum ingår i släktet Coulterella och familjen Rhynchokarlingiidae. Inga underarter finns listade i Catalogue of Life.